# Теорема Зейферта — ван Кампена
Теорема Зейферта — ван Кампена выражает фундаментальную группу топологического пространства через фундаментальные группы двух открытых подмножеств, покрывающих пространство. 
Названа в честь Герберта Зейферта и Эгберта ван Кампена.

## Формулировка
Пусть {\displaystyle X}  — топологическое пространство, {\displaystyle V,U\subset X} — два линейно связных открытых множества таких, что пересечение {\displaystyle W=V\cap U} также линейно связно, и {\displaystyle X=V\cup U}.
Зафиксируем точку {\displaystyle p\in W}. 
Заметим, что включения 
{\displaystyle W\hookrightarrow U,\quad W\hookrightarrow V,\quad U\hookrightarrow X,\quad V\hookrightarrow X}
индуцируют гомоморфизмы соответствующих фундаментальных групп
{\displaystyle I\colon \pi _{1}(W,p)\to \pi _{1}(U,p)}, {\displaystyle J\colon \pi _{1}(W,p)\to \pi _{1}(V,p)}, {\displaystyle \pi _{1}(U,p)\to \pi _{1}(X,p)} и {\displaystyle \pi _{1}(V,p)\to \pi _{1}(X,p)}.
Согласно теореме Зейферта — ван Кампена, эти четыре гомоморфизма определяют кодекартов квадрат в категории групп,
то есть 
{\displaystyle \pi _{1}(X,p)=\pi _{1}(U,p)*_{\pi _{1}(W,p)}\pi _{1}(V,p).}

### Замечания
- Если даны задания групп {\displaystyle \pi _{1}(U,p)} и {\displaystyle \pi _{1}(V,p)}
{\displaystyle {\begin{aligned}\pi _{1}(U,p)&=\langle u_{1},\cdots ,u_{k}\mid \alpha _{1},\cdots ,\alpha _{l}\rangle \\\pi _{1}(V,p)&=\langle v_{1},\cdots ,v_{m}\mid \beta _{1},\cdots ,\beta _{n}\rangle \\\end{aligned}}}

и {\displaystyle w_{1},\cdots ,w_{s}} — образующие группы {\displaystyle \pi _{1}(W,p)}, то 
{\displaystyle \pi _{1}(X,p)=\left\langle u_{1},\cdots ,u_{k},v_{1},\cdots ,v_{m}\left|\alpha _{1},\cdots ,\alpha _{l},\beta _{1},\cdots ,\beta _{n},I(w_{1})J(w_{1})^{-1},\cdots ,I(w_{p})J(w_{p})^{-1}\right.\right\rangle .}

## Следствия
- Если пересечение {\displaystyle W} односвязно, то 
{\displaystyle \pi _{1}(X,p)=\pi _{1}(U,p)*\pi _{1}(V,p),}

то есть фундаментальна группа {\displaystyle X} изоморфна свободному произведению фундаментальных групп {\displaystyle U} и {\displaystyle V}.
- В частности,

{\displaystyle \pi _{1}(X_{1}\vee X_{2})=\pi _{1}(X_{1})*\pi _{1}(X_{2}),}
для букета {\displaystyle X_{1}\vee X_{2}} связных и локально односвязных пространств {\displaystyle X_{1}} и {\displaystyle X_{2}}.
- Пространство односвязно если оно допускает покрытие двумя односвязными открытыми множествами со связным пересечением.
  - Например сферу {\displaystyle X=S^{2}} можно покрыть двумя дисками {\displaystyle U=S^{2}\backslash \{n\}} и {\displaystyle V=S^{2}\backslash \{s\}}, где {\displaystyle n} и {\displaystyle s} обозначают северный и южный полюсы соответственно. Заметим, что пересечение {\displaystyle W=V\cap U=S^{2}\backslash \{n,s\}} связно. Значит, по теореме Зейферта — ван Кампена фундаментальная группа {\displaystyle X} также тривиальна.

## Вариации и обобщения
- Существует обобщение теоремы для фундаментальных группоидов. Она позволяет работать в случае если {\displaystyle W} не связно.
- Последовательность Майера — Вьеториса — аналогичная теорема для подсчёта гомологий.